# Erioloides consobrinus
Erioloides consobrinus är en insektsart som först beskrevs av Henri Saussure och Francois Jules Pictet de la Rive 1898.  Erioloides consobrinus ingår i släktet Erioloides och familjen vårtbitare. Inga underarter finns listade i Catalogue of Life.